# Enrique Salinas
Enrique Eduardo Guillermo Salinas de Gortari (15. november 1952 -6. november 2004) var den yngre bror til Carlos Salinas, tidligere præsident i Mexico.
Den 6. december 2004 blev hans lig fundet med en plastikpose over hovedet i en Volkswagen Passat. Bilen var forladt og parkeret i udkanten af Mexico City. Efterforskere mente, at han blev dræbt ved kvælning.
|  | Artiklen om Enrique Salinas kan blive bedre, hvis der indsættes et (bedre) billede Du kan hjælpe ved at afsøge Wikimedia Commons for et passende billede eller uploade et godt billede til Wikimedia Commons iht. de tilladte licenser og indsætte det i artiklen. |